# Perlaszi ütközet
Az 1848–49-es szabadságharc során 1848. szeptember 2-án lezajlott perlaszi ütközet során a Kiss Ernő vezette magyar csapatok elfoglalták a délvidéki szerb felkelők három nagyobb tábora közül az egyiket, ezzel a déli hadszíntéren a szabadságharc első jelentősebb győzedelmét aratták.

## Előzmények
A karlócai csata, június 12. óta a délvidéki szerbek és az önkéntes ún. szerviánusok révén kvázi a Szerb Fejedelemség is nyíltan hadat viseltek Magyarországgal szemben, céljuk a területi függetlenség kivívása, majd pedig a Szerbiával való egyesülés volt.
A Bechtold Fülöp vezetése alatt álló magyar hadvezetés passzivitása miatt a szerbek gyakorlatilag korlátlanul pusztították a délvidéki falvakat és űzték el vagy gyilkolták meg a nem szerb (főként a magyar) lakosságot.
Bechtold lemondásának hírére Kiss Ernő és Vetter Antal önállóan cselekedtek, amikor a perlaszi tábor ellen vonultak.

## Erőviszonyok

### A perlaszi tábor
A tábor a Béga bal partján, a terep adta lehetőségeket kihasználva, két vonalban épült fel. A terep adottságai mellett sáncok, árkok és tüzérségi ütegek is védték. A tábor védelmét körülbelül 4000 fő és 12 ágyú látta el. A védelmet Pavle Drakulić határőr hadnagy vezette.

### A magyar csapatok
A Kiss Ernő rendelkezésére álló dandár három gyalogzászlóaljból (közülük az egyik honvéd), 13 és fél nemzetőr századból, két honvédlövész századból, tíz század huszárból és 4 ütegből állt. Mivel azonban a környező szerb településeket is szemmel kellett tartania, Kiss csak 18 gyalogos- és 8 lovasszázaddal, valamint 18 löveggel hajtotta végre a támadást. Ez összesen körülbelül 3600 embert jelentett.

## A csata

### A támadás terve
A tervet Kohlman József százados, a dandár táborkari főnöke és Aschermann Ferenc hadnagy dolgozta ki. E szerint a csapatokat hajnali fél 3-kor Écskától délre állítják csatarendbe, a középet Vetter, a balszárnyat Waldstein, a jobbszárnyat pedig Kiss Pál százados vezeti, a tartalékot 5 gyalog- és két lovasszázad, valamint 2 üteg alkotta Vécsey Károly vezetése alatt. A támadást a jobbszárny mintegy 300 emberének elterelőtámadása nyitja meg, akik a Bégán csónakkal átkelve északról rontanak a táborra, ezt követi a közép támadása dél felől. Amennyiben a megtévesztés nem sikerülne, a sáncok lövetése után indulna rohamra a gyalogság.

### A csata menete
A tábor közelében a magyarokat ágyúzás fogadta, a meglepetés tehát nem sikerülhetett. Ezután Kohlman két üteget irányított a tábor jobbszárnya ellen, egy üteggel pedig a tábor közepét kezdte lövetni. A tüzérségi párbajban a magyarok az első vonalból az ütegek visszavonására kényszerítették a szerbeket, és több épületet felgyújtottak. Egy hátrébb elhelyezett üteg azonban továbbra is működőképes maradt. Ezt az üteget egy két század huszár fedezete mellett előretolt ágyúszakasz késztette visszavonásra, amely oldalazó tűz alá vette a szerb üteget.
Ezt követte a gyalogsági roham, amelyet azonban egy időre megakasztott, hogy a Bégán átkelő balszárny ellenállásba ütközött. Miután a középről egy gyalogzászlóalj erősítés érkezett, felülkerekedett a balszárny a szerb védelmen, és megindulhatott a döntő roham.
Ez fél nyolc körül indult el. A roham rendkívül véres volt, és hosszú kézitusa követte, mely végül meghozta a magyarok győzelmét, a szerbek fokozatosan visszaszorultak, a tábor hátsóbb pontjaiba, majd szekereken menekültek. A lovasság nem üldözte őket, nem is akadályozta menekülésüket.
A magyarok 8 löveget és lőszerkészletét, valamint 30 láda gyalogsági lőszert és 4 szekeret zsákmányoltak. Az ütközetben 14 halott és 69 sebesült volt a magyarok vesztesége, a legsúlyosabb veszteségeket a 37. sorgyalogezred 3. zászlóalja szenvedte el, amely a 10. honvédzászlóaljjal együtt a roham első vonalában harcolt. A harcban vesztette életét Szemere Pál őrnagy is, a szabadságharcban elesett első törzstiszt.

## Az ütközet eredménye
Az ütközet eredményeként feloszlott a jarkováci szerb tábor, Perlasz, Farkasdin, Orlovát, Tomasevác és Uzdin pedig megadta magát, így a csata eredménye jelentősnek tekinthető, még ha nem is sikerült megsemmisíteni a tábor teljes állományát.